# راهبه‌های سیاه
راهبه‌های سیاه (انگلیسی: Dark Nuns; کره‌ای: 검은 수녀들) همچنین با نام کشیش ۲: راهبه‌های سیاه (The Priest 2: Dark Nuns) نیز شناخته می‌شود، فیلمی در ژانر علوم خفیه فراطبیعی دلهره‌آور به کارگردانی کوان هیوک جه و با بازی سونگ هه کیو، جون یو بین، لی جین ووک و مون وو جین است. این فیلم اسپین‌آف فیلم سال ۲۰۱۵، کشیش‌ها به کارگردانی جانگ جه هیون است. این فیلم داستان دو راهبه را دنبال می‌کند که با هم کار می‌کنند تا پسری که توسط یک روح شیطانی تسخیر شده است را نجات دهند. این فیلم در ۲۴ ژانویه ۲۰۲۵ منتشر شد.